# Озерська сільська рада (Бородянський район)
| Озерська сільська рада — колишній орган місцевого самоврядування у Бородянському районі Київської області з адміністративним центром у с. Озера. Сільській раді підпорядковані населені пункти: - с. Озера |

## Склад ради
Рада складається з 14 депутатів та голови.

### Керівний склад ради
| ПІБ                         | Основні відомості                                                 | Дата обрання | Дата звільнення |
| --------------------------- | ----------------------------------------------------------------- | ------------ | --------------- |
| Кушніренко Лариса Василівна | Сільський голова, 1961 року народження, освіта                    | 26.03.2006   | 31.10.2010      |
| Мартинов Вадим Анатолійович | Сільський голова, 1970 року народження, освіта вища, безпартійний | 31.10.2010   |                 |

Примітка: таблиця складена за даними джерела